# Марь амброзиевидная
Марь амброзиевидная (лат. Dysphánia ambrosioídes) — травянистое растение; вид рода Дисфания (Dysphania) семейства Амарантовые (Amaranthaceae). До последнего времени в ботанической литературе вид обычно относили к роду марь (Chenopodium), однако, последними исследованиями вид был перенесён в род Дисфания, в связи с чем возможное наименование вида — Дисфания амброзиевидная.

## Названия

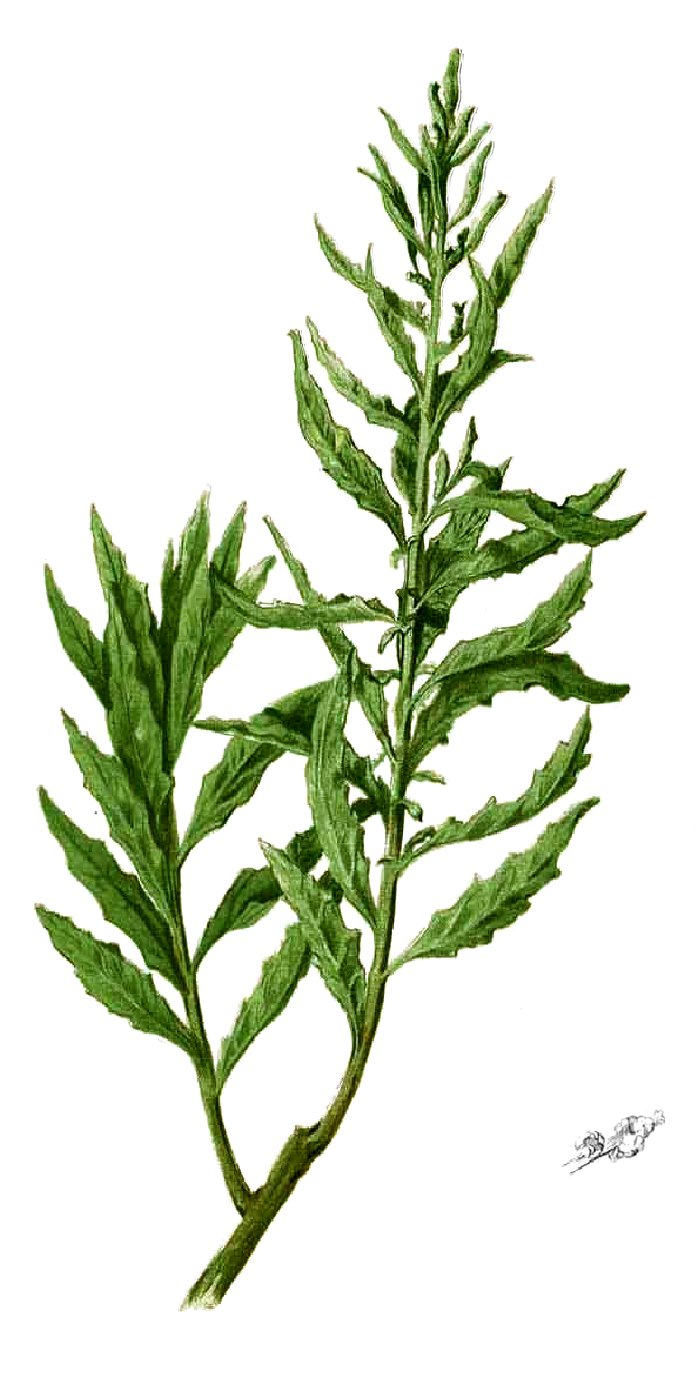

Общеупотребительные названия растения на испанском языке — Herba Sancti Mariæ, Paico, Epazote (от слова epazōtl на языке науатль).
На русском языке встречаются названия растения «марь душистая», «мексиканская лебеда», «мексиканский чай» и «чай иезуитов».

## Распространение и среда обитания
Изначальный ареал — Центральная и Южная Америка, в том числе юг Мексики; позже растение распространилось и в некоторых других регионах земного шара. Ныне произрастает также в областях с климатом от тёплого до умеренного: в субтропических областях Европы и США; может считаться инвазивным (то есть «занесённым») сорняком.
В России встречается на юге европейской части по сорным местам. Возделывалось как лекарственное.

## Ботаническое описание
Однолетнее или многолетнее растение со сроком жизни в несколько лет, высотой до 1,2 м, неправильно ветвящееся.
Листорасположение очерёдное. Листья продолговато-ланцетные до 12 см в длину и 2—3 см шириной, покрыты золотисто-жёлтыми сидячими желёзками.
Цветки маленькие зелёные, образующие клубочки (верхушечные или пазушные) с прицветниками, в несколько раз превышающими их по длине. Цветки обоеполые и однополые (женские). Цветёт в июне — сентябре.
Семена округлые, 0,5—0,7 мм в диаметре, чёрно-бурые, гладкие, блестящие, одетые тонким светло-жёлтым околоплодником.

### Химический состав
В плодах и особенно околоплодниках содержится эфирное хеноподиевое масло, главным компонентом которого (до 80 %) является аскаридол (выход масла из сухих соцветий — до 2,3 %, из травянистых частей — до 1 %). Во всех органах растения содержатся сапонины. Кроме того в масле еще содержится цимол количество которого иногда достигает 44 %.

## Хозяйственное значение и применение
Применяется в кулинарии (в основном как приправа для овощей). В мексиканской кухне используется во многих блюдах и соусах традиционной мексиканской кухни, в которых эта приправа незаменима.
Является важным ингредиентом для создания инсектицида «Requiem».
Американцы используют растение при кишечных болезнях в тропиках.
Лекарственное значение имеет получаемое из растение эфирное хеноподиевое масло (Oleum Chenopodii) — эффективное противоглистное средство при аскаридозе и острицах.
Эфирное масло может применяться в парфюмерии.
Скотом не поедается.

## Таксономия
Dysphania ambrosioides (L.) Mosyakin & Clemants, Ukrayins'k. Bot. Zhurn. 59: 382. 2002.

### Синонимы
По данным The Plant List на 2013 год, в синонимику вида входят:
- Chenopodium ambrosioides L., 1753 basionym — Марь амброзиевидная
- Chenopodium anthelminticum L., 1753 — Марь противоглистная, или лекарственная

- Atriplex ambrosioides (L.) Crantz, 1766
- Atriplex anthelmintica (L.) Crantz, 1766
- Chenopodium suffruticosum Willd., 1809
- Chenopodium variegatum Gouan, 1810
- Chenopodium santamaria Vell., 1825
- Chenopodium sancta-maria Vell., 1829
- Orthosporum ambrosioides (L.) Kostel., 1835
- Orthosporum anthelminticum Kostel., 1835
- Orthosporum suffruticosum Kostel., 1835
- Ambrina ambrosioides (L.) Spach, 1836
- Ambrina anthelmintica (L.) Spach, 1836
- Chenopodium citriodorum Steud., 1840
- Ambrina incisa Moq., 1840
- Ambrina spathulata Moq., 1840
- Roubieva anthelmintica (L.) Hook. & Arn., 1841
- Chenopodium angustifolium Pav. ex Moq., 1849
- Chenopodium cuneifolium Vent. ex Moq., 1849
- Chenopodium spathulatum (Moq.) Sieber ex Moq., 1849
- Ambrina parvula Phil., 1895
- Vulvaria ambrosioides (L.) Bubani, 1897
- Chenopodium querciforme Murr, 1903
- Blitum ambrosioides (L.) Beck, 1908
- Botrys ambrosioides (L.) Nieuwl., 1914
- Botrys anthelmintica (L.) Nieuwl., 1914
- Chenopodium vagans Standl., 1916
- Chenopodium integrifolium Vorosch., 1942
- Chenopodium amboanum (Murr) Aellen, 1961
- Teloxys ambrosioides (L.) W.A.Weber, 1985
- Dysphania anthelmintica (L.) Mosyakin & Clemants, 2002